# Bernard Allison
Bernard Allison (Chicago, 26 novembre 1965) è un chitarrista statunitense blues.
Figlio del più noto Luther Allison (anch'egli chitarrista blues), ultimo di nove figli, fu introdotto alla musica proprio dal padre. All'età di 13 anni già compare su un album di quest'ultimo, registrato dal vivo a Peoria (Illinois).
Subito dopo essersi laureato, prese lezioni di chitarra per tre anni e partecipò alla Willie Dixon Blues All Stars e suonò al Blues Festival di Chicago del 1983 insieme al padre. Nel frattempo imparò anche i segreti della tecnica dello slide da Johnny Winter e verso la fine degli anni ottanta anche da Stevie Ray Vaughan. Nel 1989 si stabilisce a Parigi per suonare insieme al padre. Si unisce alla band che accompagna il padre in tournée dopo l'esibizione al Chicago Blues Festival del 1989. La registrazione di questo evento si può ascoltare nel disco di Luther Allison Let's Try it again (Ruf Records).
Nel 1990 pubblica il suo primo album da solista, The Next Generation, ai quali fa seguire Funkifino (1995), Born with the Blues (1997) e Times are Changing (1998). Nel 1997 muore il padre a causa di un tumore al polmone, e lui nel 1999 fa ritorno negli Stati Uniti, per ritrovare le sue radici e continuare la sua carriera nella terra in cui è nato.
Successivamente pubblica gli album Hang On (2002), Kentucky Fried Blues (live CD/DVD, 2003), Higher Power (2005) e Energized: Live in Europe (live CD/DVD, 2006). È ospite anche in alcuni dischi del padre, e in diverse compilation. Compare inoltre nei libri All Music Guide to the Blues: The Definitive Guide to the Blues (ISBN 0-87930-736-6) e Children of the Blues: 40 Musicians Shaping a New Generation of Blues Tradition (ISBN 0-87930-700-5).

## Discografia
- 1990 - The Next Generation (Teldec Recording Service)
- 1995 - Funkifino (Ruf Records)
- 1997 - Born with the Blues (Ruf Records)
- 1998 - Times Are Changing (Ruf Records)
- 2002 - Hang On (Ruf Records)
- 2003 - Kentucky Fried Blues (Ruf Records, CD/DVD live)
- 2005 - Higher Power (Ruf Records)
- 2006 - Energized: Live in Europe (Ruf Records, CD/DVD live)